# アナトーリイ・ステッセリ
- アナトーリイ・ステッセル

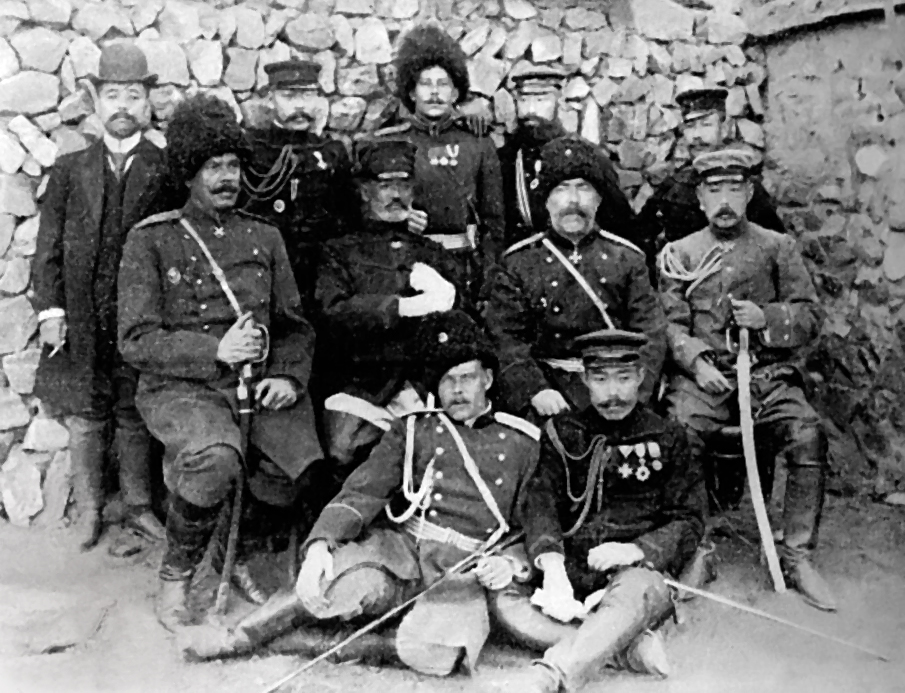
旅順水師営　中央右がステッセリ将軍

アナトーリイ・ミハーイロヴィチ・ステッセリ（ロシア語: Анатолий Михайлович Стессель, ラテン文字転写: Anatolii Mikhailovich Stoessel; 1848年7月10日 - 1915年1月18日）は、ロシア帝国の軍人。最終階級は陸軍中将。1904年からの日露戦争においては旅順要塞司令官、ロシア関東軍司令官。旅順攻囲戦で日本陸軍の乃木希典率いる第3軍と戦った。姓はステッセルの表記も見られる。

## 経歴
サンクトペテルブルクでドイツ系の男爵家に生まれる。1866年、パブロフスキー士官学校（パーヴェル軍事学校）を卒業後、露土戦争時には第16ラドガ歩兵連隊長。第44カムチャツカ歩兵連隊長、義和団の乱（1899年）時の第3東シベリア狙撃旅団長を経て、1903年8月に旅順要塞司令官に任命される。1904年8月から第3シベリア軍団長。
旅順の戦略的重要性を認識していたロシア満州軍総司令官アレクセイ・クロパトキン大将は、要塞戦術の専門家であったコンスタンチン・スミルノフ中将を後任として派遣した。ところが当初ステッセリは要塞司令官としての地位に固執し、スミルノフにその地位を明け渡さなかったので、旅順要塞に二人の司令官が常駐するという奇妙な状況が発生した。しかしその後、旅順要塞を含めた地域一帯を防衛するロシア関東軍が新設され、ステッセリはその司令官に就任したため、最終的にはスミルノフ中将に要塞司令官の地位を譲っている。
日露戦争開戦により、日本軍第3軍により旅順要塞攻撃が開始されると籠城戦を展開、要塞築城・戦術の専門家であった部下の（正確にはスミルノフ中将の部下）ロマン・コンドラチェンコ少将を支持すると共に防衛計画をほぼ一任し、日本軍に甚大な損害を与える（旅順攻囲戦）。12月に203高地を奪われ、東鶏冠山・二龍山・松樹山の正面防御堡塁が次々陥落、さらに頼りにしていたコンドラチェンコ少将が一連の戦闘で戦死し、守備兵力も大きく消耗したことから、1万余名の残存兵力を残して降伏開城する。
日露戦争終了後に旅順要塞早期開城の責任を問われ、1908年2月に軍法会議で死刑宣告を受けるが、1909年4月には特赦により禁錮10年に減刑される。この減刑に関しては乃木希典による助命運動が最大の理由とされている。釈放後は軍を追放され、モスクワで茶商人などとして静かな余生を送った。

## 評価

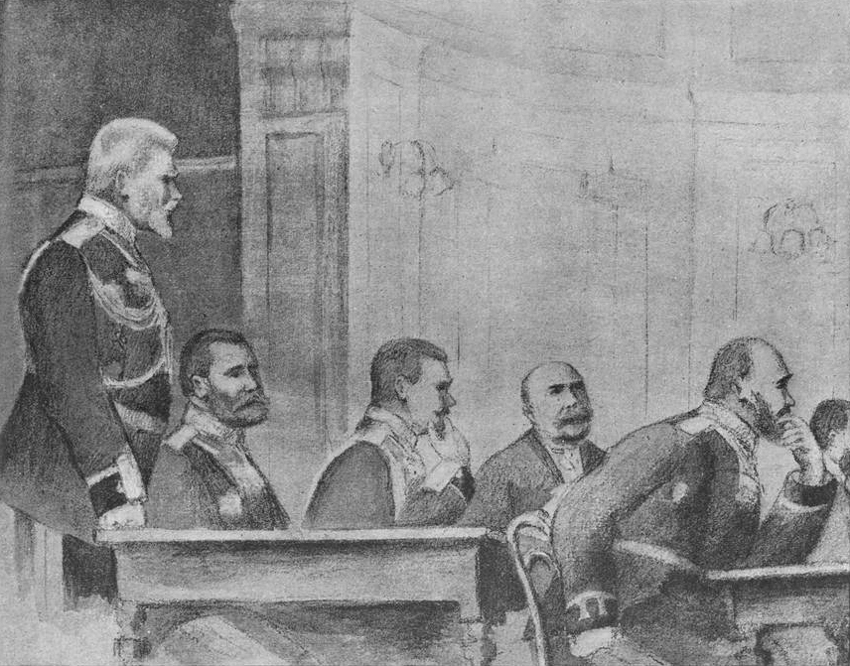
旅順開城問題に関する軍法会議審問。左から元旅順要塞司令官スミルノフ、元東シベリア狙撃兵第4師団長フォーク、元関東軍参謀長レイス、元関東軍司令官ステッセリ、フォークの弁護人ドンブロフスキー中将。

ロシアでは、プライドが高い上に先述の様に縄張り意識が強く、全ての作戦指揮が杓子定規で融通性に欠け、決断力や想像力に乏しい上に、部下には規律と忠誠を押しつける典型的な『官僚軍人』タイプであり、事実当時の部下将兵からは毛嫌いされていた。今日においてもロシアでのステッセリに対する評価は「凡将」あるいは「愚将」というものが大勢である。
日本においては戦前、第3軍の猛攻から旅順要塞をよく守り、乃木大将の好敵手として日本軍を苦しめたとして、文部省唱歌『水師営の会見』等で称えられ、ロシア随一の名将として高く評価されていた。しかし、第二次世界大戦以降は軍事史研究やロシア軍側の評価等から『愚将説』を肯定する意見も見られるようになっている。
現在では愚将・凡将と評価されがちなステッセリだが、築城技術・要塞篭城戦の専門家であり、優れた野戦指揮官であったコンドラチェンコ少将を信頼して作戦計画をほぼ一任し、作戦計画にも一切口出ししなかった。この結果、日本軍を長期間に渡り旅順要塞に釘付けし、多大な犠牲を強いた事は事実であり、日本軍の作戦に大きな支障を与えた事は評価されるべきである。また、軍規を乱す者には厳罰をもって処したので、旅順要塞内でのロシア軍の規律は高かったという。
旅順要塞早期開城・降伏の責任について、降伏時の旅順要塞にはまだ十分な兵力や食料・弾薬が残されており、戦闘を継続することができたにもかかわらず、スミルノフ等の徹底抗戦派の意見を無視し、独断で降伏を決断・実行したことが批判されている。しかし、実際には守備兵は開戦前の4分の1にまで減少していたことや、連日の戦闘により兵士の疲労や消耗が激しいところにチフス、壊血病、鳥眼が蔓延し、兵士の士気が著しく低下していたという事実から、ステッセリが降伏の判断を下したことは妥当であるとも考えられる。
また水師営の会見では乃木大将の二人の子息の戦死について弔意を述べ、乃木大将から帯剣のままでの降伏調印という礼遇を受けた事に深く謝辞を述べた上でお互いの健闘を称えあった事実を考慮すると、騎士道精神を重んじた軍人であったと推察される。晩年には戦死した部下達の遺児4人を養子に迎えたり、乃木の殉死を知ると匿名で香典を送るなど、人情家の一面も見せている。
もし旅順要塞司令官がステッセリではなく、他の作戦能力に優れた人物が指揮していたならば、日本軍は旅順攻撃のためにさらなる犠牲を強いられ、後の戦局の展開が変わっていたであろうと指摘する軍事史研究家も多い。
一方で、コンドラチェンコの主任務は要塞を維持して第3軍をなるべく長く足止めしておくことであったにもかかわらず、第二次総攻撃までの間に要塞を出て反撃することが多かった。例えば第3軍に占拠された要塞外縁部への反攻（7月3日）や盤竜山堡塁への反攻（9月30日）では、いずれも第3軍の損害は軽微な一方でロシア側が大損害を被っており、守備隊が無駄な犠牲を強いられていた。このことから、コンドラチェンコが指揮官だったなら、無駄に兵力を消耗して史実よりも早く陥落した可能性が高いという指摘もある 。
実際、旅順要塞陥落の要因として予備兵力の枯渇が挙げられており、包囲されて補給が絶たれた要塞の状況を考えれば、コンドラチェンコの積極性は防衛戦に利するとは言えない。逆に、ステッセリはコンドラチェンコの再三に渡る出撃要請を断っており、籠城の主旨を考えればステッセリの判断の方が妥当といえる。

## 逸話

### 恐妻家
気の強い性格のヴェーラ夫人には生涯頭が上がらなかったと云われている。将兵が美男子と見ればあからさまに誘惑する（コンドラチェンコもその1人だったといわれている）夫人の行動に何も言えず、幕僚達に「妻の行動に不義があればどうか止めて欲しい」と常に頼んでいたという話が残っている。

### ステッセリのピアノ
ステッセリのピアノにまつわる話が各地に残されている。その一つは、ヴェーラ夫人が旅順の要塞で弾いたとされるピアノで、石川県の金沢学院大学に保存されている。旅順陥落に際してステッセリから乃木に贈呈されたものが、旅順で最大の戦死者を出した金沢第九師団に譲られたと伝わっている。